# Paul Moureau (écrivain)
Pour les articles homonymes, voir Moureau et Paul Moureau.
Paul Moureau, né à Jodoigne le 1er juin 1887 et mort à Louvain le 17 novembre 1939, est un écrivain belge de langue wallonne. Il est l'un des premiers membres du cercle littéraire dialectal Lès Rèlîs Namurwès et le premier rédacteur en chef de la revue Les Cahiers wallons.

## Biographie
Paul Moureau perd sa mère à l'âge de cinq ans. Il intègre l'internat de Malonne à douze ans, puis entre au noviciat des Frères des Écoles chrétiennes. Il ne prononce toutefois pas ses vœux définitifs et devient instituteur.
En 1912, il est engagé à l'École Moyenne de Châtelet. En 1924, à la suite d'une formation complémentaire, il devient professeur de dessin et de travail manuel dans ce même établissement.
Il se marie vers la fin de Première Guerre mondiale.

### Carrière de littérateur
Les débuts littéraires de Paul Moureau sont fortement influencés par le dramaturge jodoignois Edmond Etienne (1862-1895), dont il fait la connaissance dans son enfance et qu'il considère comme son « père spirituel ». Sa première œuvre est un hommage rendu, en français, à cet écrivain.
Paul Moureau fait la connaissance d'Eugène Gillain après que celui-ci a emménagé à Châtelet vers la fin de l'année 1927. C'est par son entremise qu'il entre en contact avec le cercle littéraire dialectal Lès Rèlîs Namurwès, dont il est reçu membre adhérent le 30 novembre 1930 et membre effectif le 23 mars 1931 (il prête serment en tant que rèlî le 19 septembre 1931). Les deux hommes deviennent dès cette époque des « inséparables », qui ont pour habitude de se promener ensemble dans la campagne avoisinante, en échangeant des idées.
Après des débuts d'auteur wallon dans la prose narrative courte, Moureau rencontre le succès dans l'écriture théâtrale, à partir de 1933. Sa première pièce, Pa d'zos l' tiyou, créé à Jodoigne les 24 et 25 décembre 1933 lui vaut un grand succès public et critique. Cette pièce est reprise dans plusieurs théâtres des province de Hainaut et de Namur et est diffusée par l'Institut national de radiodiffusion. En 1938, Émile Lempereur en réalise une adaptation en wallon carolorégien. Comparativement, ses autres œuvres dramatiques rencontrent moins de succès, mais sont néanmoins produites. Li drwète vôye est créée à Châtelet le 12 février 1935 et Djan Burdou à Namur le 20 juillet 1939, à l'occasion du 30e anniversaire des Rèlîs Namurwès.
En 1934, Paul Moureau obtient la cocarde décernée au membre des Rèlîs Namurwès ayant fourni le travail le plus méritoire au cours de l'exercice écoulé. En 1936, il obtient le Prix du Brabant pour son recueil de poésie Fleûrs d'al Vièspréye, qui est dédié à mère et illustré par des linogravures de Joseph Gillain. Il est élu en 1938 à la Société de langue et de littérature wallonnes, où il rejoint deux de ses camarades Rèlîs, Joseph Calozet et Lucien Maréchal.
Moureau, qui enseigne le dessin, illustre lui-même certaines de ses œuvres : son hommage à Edmond Etienne — au moyen de dessins à la plume et de gravures —, Contes d'a-prandjêre — au moyen de gravures sur bois — et la première édition de Pa d'zos l' tiyou,.

### Rédacteur desCahiers wallons
Lorsque Eugène Gillain fonde les Cahiers wallons (wa) en 1937, Paul Moureau en devient le rédacteur en chef. Le premier numéro parait le 11 février ; il est tiré à 3 000 exemplaires. À cette époque, Les Cahiers wallons se veulent une anthologie des œuvres des meilleurs écrivains wallons, ouverte à tous les dialectes de la Wallonie ; ce format est notamment inspiré par l'expérience jodoignoise de Moreau et par sa connaissance du Sauverdia, un journal éphémère créé par Edmond Etienne en 1892. Le premier numéro comporte néanmoins une majorité de textes produits par des membres des Rèlîs Namurwès.
Malgré une publicité importante et un bon démarrage — la revue fait l'objet de 300 abonnements sur son premier mois d'existence —, Les Cahiers wallons ne sont pas une entreprise rentable. Les exercices 1937 et 1938 se soldent par un déficit, qui s'élève à 5 000 francs belge la première année. Un record d'abonnements sera atteint en 1939, où l'on en dénombre 1 300, mais cette dynamique est brisée par la guerre. La mort de Moureau constitue une autre épreuve difficile pour le périodique. Sa première série s'interrompt en 1944, mais une deuxième série est lancée en mars 1947 et continue de paraître.
Une seule illustration de Paul Moureau parait dans la première série des Cahiers wallons, un dessin intitulé Ferme brabançonne, qui parait posthumement dans le numéro 30.

## Réception critique
Maurice Piron, qui sélectionne deux poèmes issus de Fleûrs d'al Vièspréye pour son Anthologie de la littérature dialectale de Wallonie, émet un jugement positif vis-à-vis de l'écriture de Paul Moureau :

« Dans ce recueil où la note intimiste et familiale alterne avec le sentiment religieux, la qualité de l'émotion est servie par un métier solide, sans bavures. »

## Œuvres
N.B. : une liste des œuvres de Paul Moureau, incluant ses ouvrages inédits, a paru dans un numéro spécial des Cahiers wallons dévolu à la bibliographie des Rèlîs Namurwès.
- Une belle figure wallonne. Edmond Etienne (1862-1895). Sa vie et son Œuvre, Léau, éd. Service des Recherches Historiques et Folkloriques du Brabant, 1930, 94 p.
- (wa) Contes d'a-prandjêre (préf. Jean Haust), Châtelet, éd. A. Dandoy, 1932, 125 p.
- (wa) Pa d'zos l' tiyou, Châtelet, éd. A. Dandoy, 1934, 64 p.
- (wa) Les gayes da Batisse de l'Abîye, Namur, éd. Imprimerie Dave, 1934, 8 p.
- (wa) Lès fleûrs dal vièspréye, Châtelet, éd. A. Dandoy, 1936, 96 p.